# مایکل کویگلی

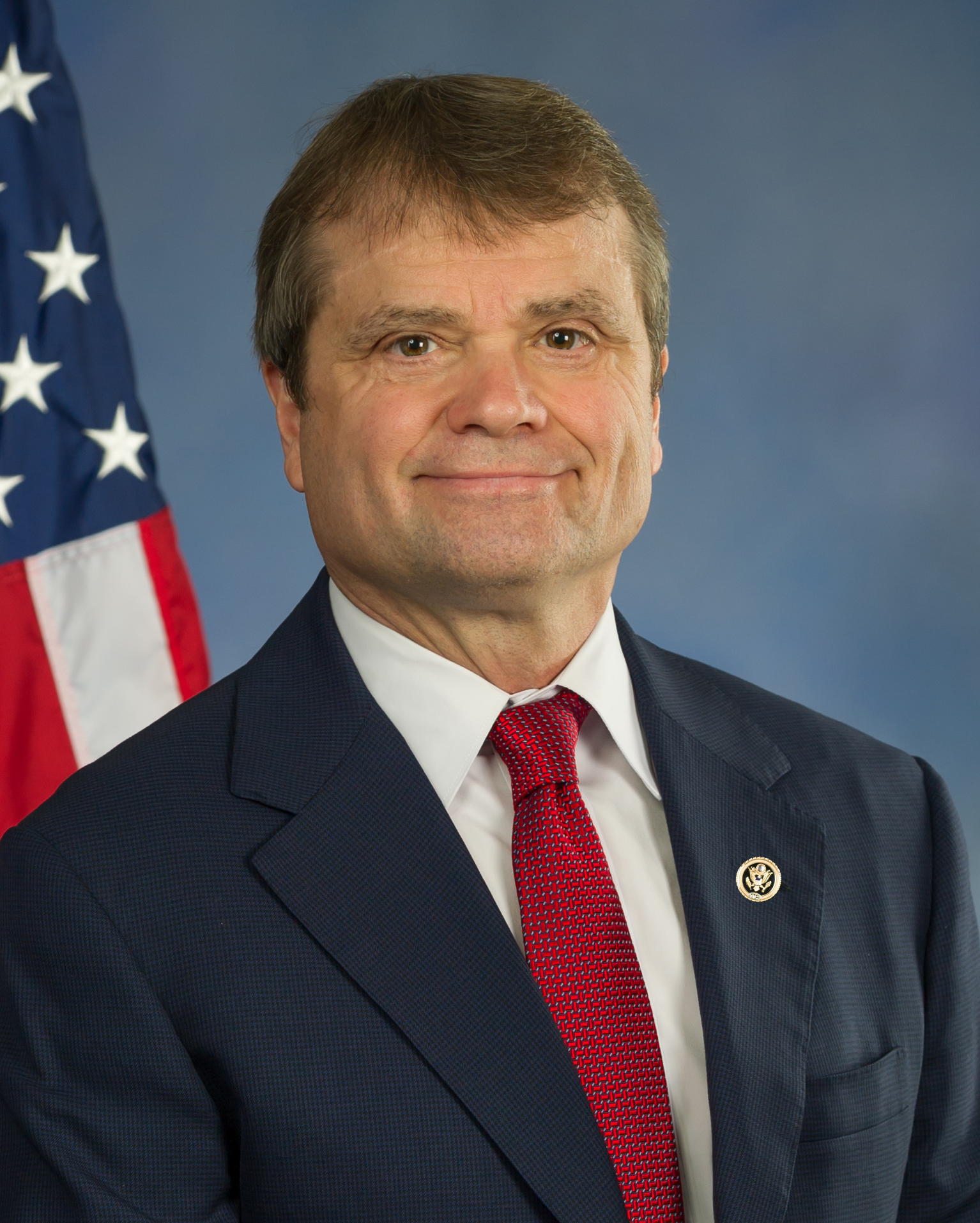

مایکل کویگلی (به انگلیسی: Michael Quigley) نمایندهٔ حوزه انتخابیه پنجم ایلی‌نوی از حزب دموکرات ایالات متحده آمریکا در مجلس نمایندگان ایالات متحده آمریکا است که برای نخستین‌بار در ۷ آوریل ۲۰۰۹ میلادی به‌عضویت این مجلس درآمد.